# Joeropsis dubia
Joeropsis dubia is een pissebed uit de familie Joeropsididae. De wetenschappelijke naam van de soort is voor het eerst geldig gepubliceerd in 1951 door Menzies.